# Biscarrués
Biscarrués é um município da Espanha na província de Huesca, comunidade autónoma de Aragão, de área 11,16 km² com população de 221 habitantes (2007) e densidade populacional de 9,95 hab./km².

## Demografia
| Variação demográfica do município entre 1991 e 2004 | Variação demográfica do município entre 1991 e 2004 | Variação demográfica do município entre 1991 e 2004 | Variação demográfica do município entre 1991 e 2004 |
| --------------------------------------------------- | --------------------------------------------------- | --------------------------------------------------- | --------------------------------------------------- |
| 1991                                                | 1996                                                | 2001                                                | 2004                                                |
| 267                                                 | 249                                                 | 228                                                 | 232                                                 |